# Saar-Hunsrück-Steig

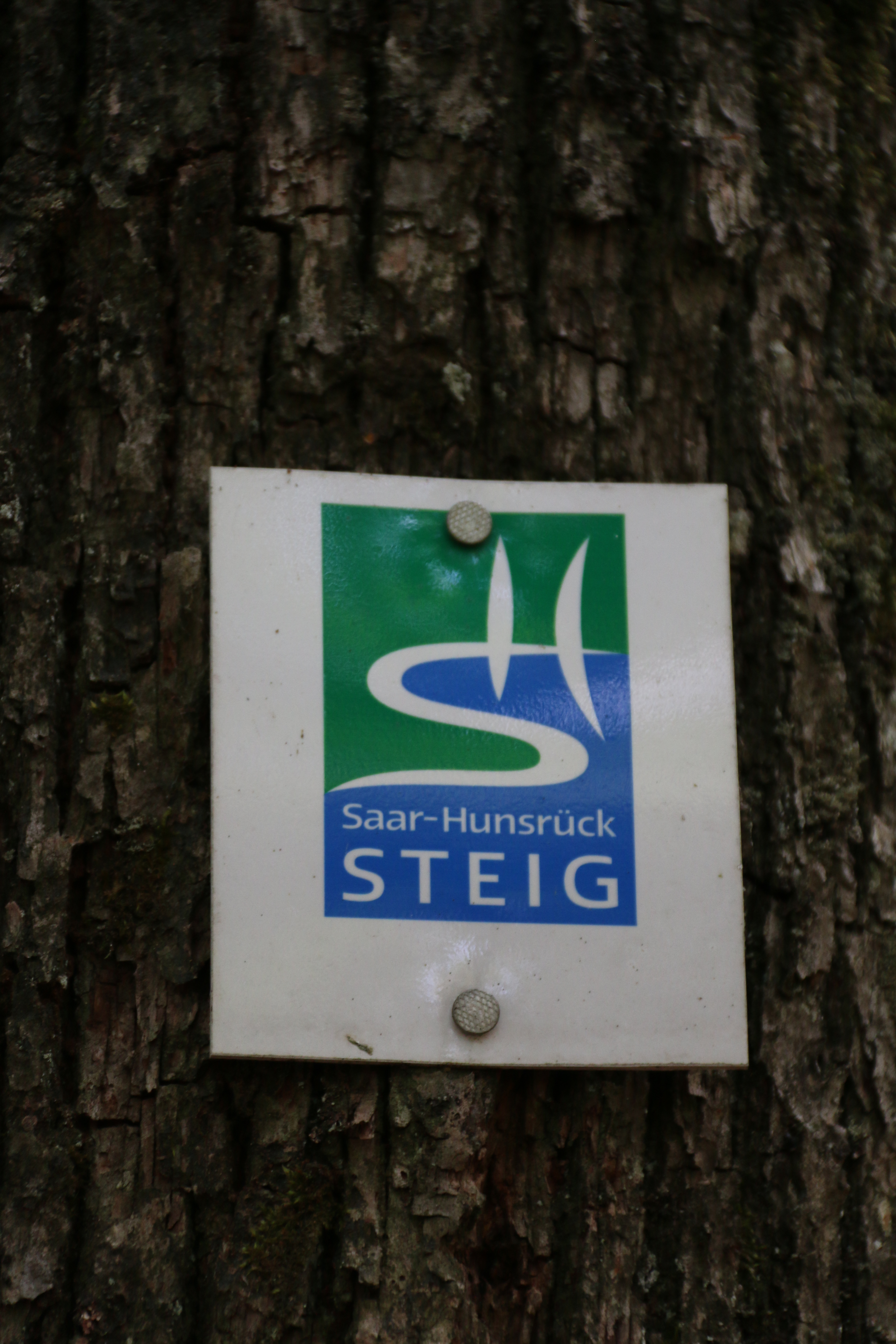

De Saar-Hunsrück-Steig is een langeafstandswandelpad in Duitsland.
Het pad werd gecreëerd in 2007 en verlengd in 2015 en 2018. De bewegwijzerde route is ongeveer 415 kilometer lang; de Ruwer-route loopt als aftakking van Hermeskeil naar Trier. Het wandelpad vertrekt in Perl aan de Moezel via de Saarschleife, Natuurpark Saar-Hunsrück en Nationaal Park Hunsrück-Hochwald tot Boppard aan de Rijn. Aan het parcours zijn (paars bewegwijzerde) Traumschleifen gekoppeld, kortere lusvormige wandelingen.